# ديك كيلسي (سياسي)
ديك كيلسي هو سياسي أمريكي، ولد في 30 ديسمبر 1946 في كامدن في الولايات المتحدة. نشط حزبياً في الحزب الجمهوري. وقد انتخب عضو مجلس ولاية كانساس ‏ وانتخب عضو مجلس نواب كنساس ‏.